# Mutec Osojski
Mutec Osojski je legendarna oseba, po legendi poljski kralj Boleslav II., ki naj bi umrl v benediktinskem samostanu Osoje na avstrijskem Koroškem.

## Zgodovinsko ozadje
Boleslav II.  je 11. aprila 1079 v cerkvi sv. Mihaela pri Krakovu umoril (oziroma dal umoriti) krakovskega škofa sv. Stanislava, ki je ostro kritiziral njegov življenjski slog. Zaradi ogorčenja nad škofovo smrtjo je izbruhnil upor in kralj je moral pobegniti iz domovine. Zgodovinarji navajajo, da se je zatekel na Madžarsko, kjer je leta 1081 v izgnanstvu  umrl.

## Legenda
Na avstrijskem Koroškem se ohranila legenda, izpričana od 16. stoletja dalje, po kateri naj Boleslav ne bi umrl na Madžarskem, ampak ga je smrt doletela šele leta kasneje, za zidovi samostana ob Osojskem jezeru.
Kakor pripoveduje zgodba, se je Boleslav v letu 1081 z Madžarskega napotil na pot k papežu, ker si je želel olajšati vest in doseči preklic cerkvenega izobčenja. V odmaknjenih Osojah se je nepričakovano odločil, da se bo za storjeni greh spokoril v samostanu, zato je kot mutec potrkal na samostanska vrata ter tam v popolnem molku vrsto let opravljal delo laičnega brata. Šele na smrtni postelji je opatu razkril pravo identiteto in mu kot dokazilo resničnosti svojih besed izročil pečatni prstan s poljskim kraljevim grbom.
Po različici legende naj Boleslav v Osojah ne bi ostal na poti v Rim, ampak ob povratku, ko je že dosegel cerkeveno odpuščanje.

## Tradicija
V samostanu spomin na Mutca Osojskega skrbno ohranjajo. Izročilo pripoveduje, da so po njegovi smrti menihi začeli skrbeti za neme ljudi in se z njimi sporazumevati v govorici s kretnjami. Ko je bil leta 1839 Boleslavov domnevni grob odprt, so v njem našli okostje, železne žeblje in kovinsko sponko romarske obleke. Nagrobnik z napisom »Boleslaus Rex Poloniae Occisor Sancti Stanislai Episcopi Cracoviensis« (Poljski kralj Boleslav, morilec svetega Stanislava, krakovskega škofa) je cilj številnih obiskovalcev, predvsem Poljakov, ki Boleslava zaradi njegove zgodovinske vloge, kljub umoru poljskega nacionalnega svetnika, zelo cenijo.

## Odmev v slovenski literaturi
Legendo o Mutcu Osojskem je v istoimenski pesmi v verze prelil pesnik Anton Aškerc.